# 兵庫県道273号金浦和田山線
兵庫県道273号金浦和田山線（ひょうごけんどう273ごう かなうらわだやません）は、兵庫県朝来市を通る一般県道である。

## 概要
朝来市山東町金浦から朝来市和田山町玉置に至る。

### 路線データ
- 起点：朝来市山東町金浦（兵庫県道・京都府道63号山東大江線交点）
- 終点：朝来市和田山町玉置（一本柳交差点、国道9号・国道312号交点）
- 総延長：7.378 km

## 路線状況

### 重複区間
- 兵庫県道104号物部藪崎線（朝来市和田山町和田山 - 朝来市和田山町玉置・玉置交差点）

### 道路施設

#### 橋梁
- 東河橋（円山川、朝来市）
- 玉置橋（円山川、朝来市、兵庫県道104号物部藪崎線重複区間内）

## 地理

### 通過する自治体
- 朝来市

### 交差する道路
| 交差する道路                         | 交差する場所   | 交差する場所        |
| ------------------------------------ | -------------- | ------------------- |
| 兵庫県道・京都府道63号山東大江線     | 山東町金浦     | 起点                |
| 兵庫県道274号岡田林垣線              | 和田山町岡田   |                     |
| 兵庫県道104号物部藪崎線              | 和田山町柳原   | 中学校前交差点      |
| 兵庫県道104号物部藪崎線 重複区間起点 | 和田山町和田山 |                     |
| 兵庫県道104号物部藪崎線 重複区間終点 | 和田山町玉置   | 玉置交差点          |
| 国道9号 国道312号                    | 和田山町玉置   | 一本柳交差点 / 終点 |

### 交差する鉄道
- 山陰本線

### 沿線
- 朝来市立東河小学校
- 東河郵便局
- 朝来市立和田山中学校
- 和田山本町郵便局
- 南但馬警察署